# Pruden Sánchez
Prudencio Sánchez Hernández (* 1. Dezember 1916; † 25. Februar 1998), auch bekannt als Pruden, war ein spanischer Fußballspieler.

## Karriere
Pruden begann seine Karriere 1934 bei UD Salamanca. Nach dem Spanischen Bürgerkrieg wechselte er zur Saison 1940/41 zu Atlético Aviación in die Primera División. Hier wurde er mit 30 Toren auf Anhieb Torschützenkönig und gewann mit seiner Mannschaft die spanische Meisterschaft.
Trotz dieser Erfolge entschied die Klubführung von Atlético Aviación, Prudens Vertrag nicht zu verlängern. Grund hierfür war eine Wadenbeinfraktur, welche die Fortsetzung seiner Karriere in Frage stellte. Daraufhin lief der Spanier wieder für UD Salamanca in der Segunda División auf und setzte sein Medizinstudium an der Universität Salamanca fort.
1943 wurde Pruden von Real Madrid unter Vertrag genommen. Mit den Königlichen gewann er 1946 und 1947 die Copa del Rey. Besonders in Erinnerung geblieben ist jedoch das Rückspiel im Pokalhalbfinale 1943 gegen den FC Barcelona, welches die Blancos nach einer 0:3-Hinspielniederlage mit 11:1 für sich entscheiden konnten. Allein Pruden erzielte in dieser Partie vier Tore.
1948 wechselte Pruden in die Tercera División zu Real Saragossa. Anschließend ließ er seine Karriere bei AD Plus Ultra ausklingen.

## Erfolge
- Spanischer Meister: 1941
- Spanischer Pokalsieger: 1946, 1947
- Pichichi-Trophäe: 1941